# Tanc Kliment Voroixílov
Els tancs Kliment Voroixílov (KV) eren una sèrie de tancs pesats soviètics batejats amb el nom del comissari de defensa i polític Kliment Voroixílov. En el moment de la invasió de la Unió Soviètica per part d'Alemanya en la Segona Guerra Mundial, els KV eren els carros de combat més ben protegits de la seva època.

## Disseny
Després dels pobres resultats obtinguts amb el tanc pesant multitorreta T-35, els dissenyadors soviètics van començar a buscar un nou disseny. El T-35 complia els requisits suposats per a un "tanc de ruptura" de la dècada de 1920 amb una gran capacitat de foc, poca mobilitat i poca protecció. La Guerra Civil Espanyola va demostrar la necessitat de dotar de major protecció als carros de combat i aquesta va ser la principal influència dels dissenyadors soviètics abans de l'inici de la Segona Guerra Mundial.
Es van estudiar diversos dissenys abans d'iniciar un prototip. Tots ells estaven fortament cuirassats, usaven suspensió de barra de torsió, erugues amples, i en la seva manufactura s'usaven laminat, emmotllat i soldadura. Un dels dissenys principals era el SMK que va baixar el nombre de torretes del T-35 de cinc a dos amb la mateixa combinació d'armament. Finalment quan es va encarregar la construcció de dos prototips, es va decidir per un disseny amb una sola torreta, emprant el pes sobrant en un major blindatge. La menor mida del xassís i l'única torreta permetia al dissenyador afegir major protecció al vehicle, mantenint el pes dins d'uns límits raonables.

## Combat

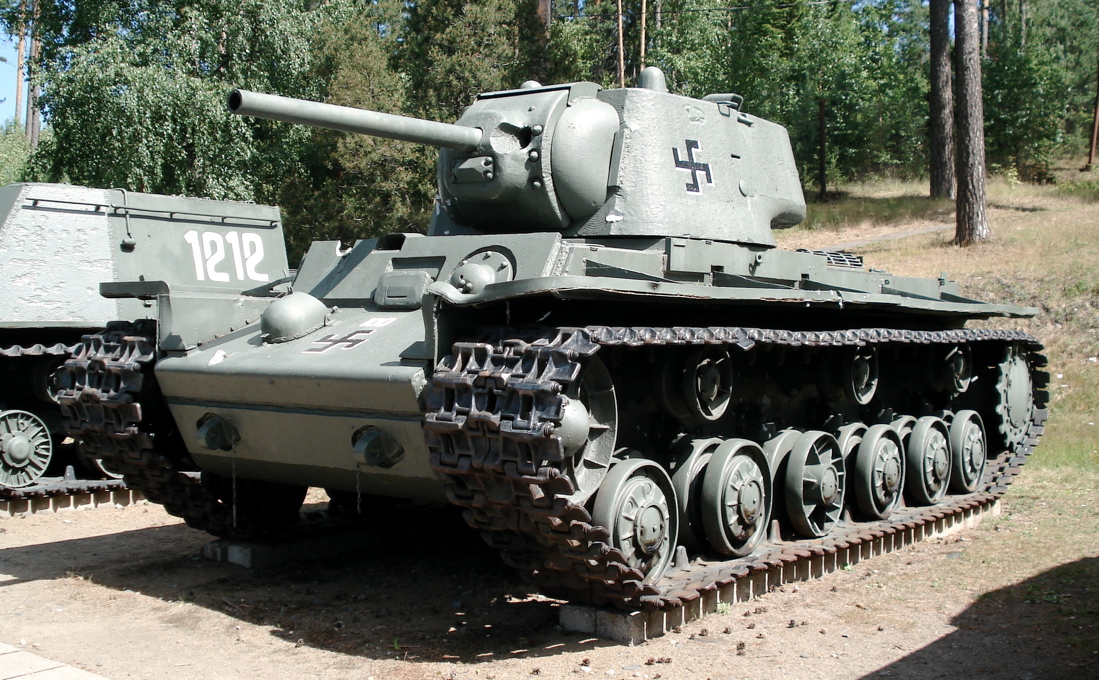
KV-1 produït el 1942, exposat al Museu del Tanc Finlandès a Parola

En entrar els soviètics en la Guerra d'Hivern els prototips van ser enviats a ser provats en condicions de combat. La cuirassa del KV va demostrar ser la més efectiva contra les armes antitancs fineses. Ràpidament es va enviar el KV a producció, tant el model original armat amb el canó de 76,2 mm i conegut com a tanc pesat KV-1, com l'armat amb el canó obús de 152 mm i conegut com a tanc d'artilleria pesat KV-2. En iniciar-se l'Operació Barbarroja, l'Exèrcit Roig estava equipat amb 508 tancs KV. La gran basa del KV-1 era el seu gran blindatge, tant frontal, com lateral, que li conferia la resistència necessària per aguantar els projectils de 37 mm i 50 mm alemanys. Només el 88 mm alemany era capaç de posar-lo fora de combat en distàncies normals de combat i era molt escàs el 1941. Durant el 23 i 24 de juny de 1941, un sol KV-2 va ser capaç d'immobilitzar l'avenç de la sisena Divisió Panzer en el cap del pont del riu Dubissa a Lituània, retardant l'avenç sobre Leningrad. Els russos denominaven a aquest tanc, el Mata-alemanys.
Les 45 tones del KV sobrepassaven el pes de la majoria dels tancs de la seva època i doblava el pes del més pesat dels tancs alemanys. Els avantatges del KV eren una armadura impenetrable per cap arma muntada sobre un altre tanc, llevat que fos disparada a frec de roba en distàncies per sota dels 100 m i pels laterals, una bona potència de foc, i una bona flotabilitat en terrenys tous. Els seus desavantatges eren la seva lentitud i poca maniobrabilitat, una transmissió pèssima, poca visibilitat i una pobra ergonomia. A finals de 1942 els alemanys disposaven d'un creixent nombre de canons antitancs PaK 40, capaços de perforar l'armadura del KV-1 amb el qual el principal avantatge que tenia respecte al T-34 va desaparèixer. Malgrat que el canó de 76 mm que muntava era adequat, era el mateix que muntava el T-34, més petit, ràpid, barat i fàcil de construir que el KV-1. Els avantatges amb el T-34 eren una mica més de blindatge, però en poder ser penetrat en grans distàncies pels canons llargs de 75 mm i no aportar res diferent al T-34, es va decidir finalment apartar-lo de producció i concentrar-se en la producció d'aquest últim.
Els oficials soviètics es queixaven del mal estat en el qual tornaven els seus KVs als tallers de reparacions, perquè encara que el gruixut blindatge els protegia de la majoria de canons enemics, el nombre d'impactes a la torre i la barcassa dels KVs donava la impressió que l'havien maltractat. Algunes fotos mostren més de 30 impactes que no van penetrar en les torres, arribant en algunes ocasions a més 230 impactes a tot el tanc segons informes alemanys. Els canons de 88 mm antiaeris eren els més efectius contra aquests tancs, però la seva escassedat va ajudar que el KV fos un bon tanc fins a l'arribada dels canons llargs de 75 mm
Un problema compartit amb la majoria de tancs de l'època era la falta de municions. El 1941, la falta de projectils perforants estava molt estesa, donant problemes a l'hora de fer front a carros inferiors en armament i protecció. Fàcilment es podrien haver aconseguit nombroses victòries parcials pels soviètics si haguessin disposat d'unes tripulacions entrenades i projectils adequats a les circumstàncies.

## Desenvolupament

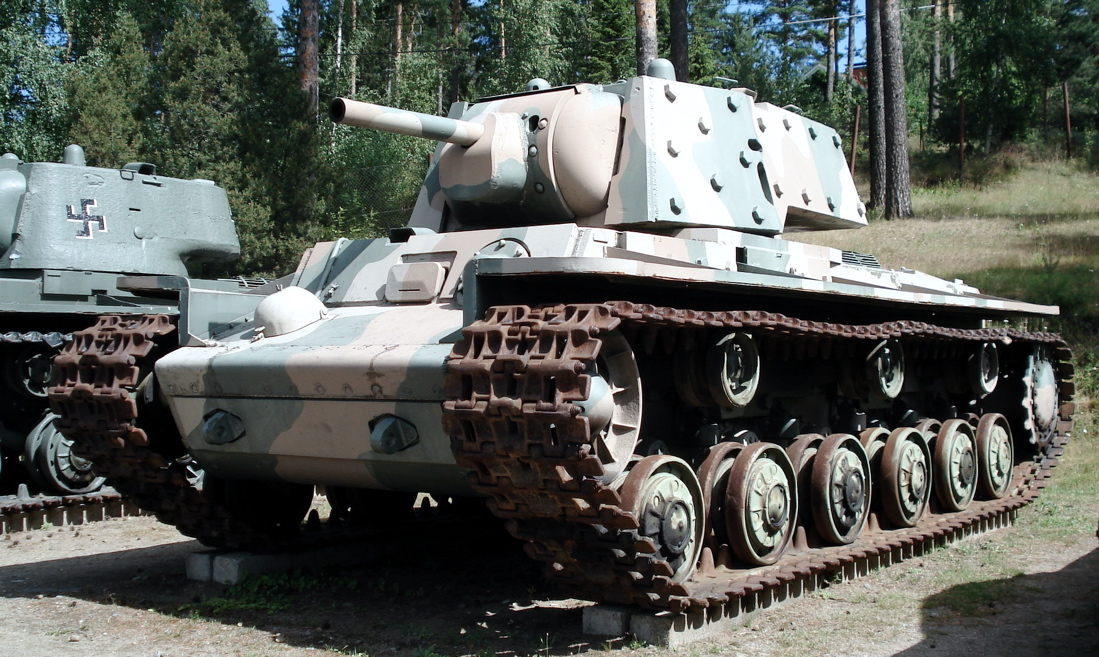
KV-1E produït el 1941, exposat al Museu del Tanc Finès a Parola

Malgrat tot i gràcies a la seva inicial superioritat, el KV-1 va ser un dels pocs carros de combat soviètics elegits per continuar la seva producció després de la reorganització de la producció de carros soviètica. A causa de l'estandardització va compartir el mateix motor, transmissió i canó que el T-34, va ser construït en grans quantitats i va rebre freqüents millores. L'avantatge del seu motor davant els carros alemanys era l'ús del dièsel, menys inflamable i amb major autonomia, però la potència subministrada era inadequada per al seu pes.
Quan la producció va ser traslladada a Tankograd, la producció del KV-2 es va detenir. Encara que impressionant sobre el paper, el KV-2 havia estat dissenyat com a destructor de búnquers amb poca mobilitat i no era estri en tipus de guerra mòbil i fluida que era la Segona Guerra Mundial. La torreta era molt pesada, era difícil de desplaçar per terrenys poc anivellats i la seva producció era molt cara. Únicament es van produir uns 250 KV-2, tots ells entre 1940-41.
El KV-1 va continuar augmentant l'espessor de la seva armadura per compensar l'augment de l'efectivitat de l'armament alemany. Aquest procés va culminar amb el KV-1 model 1942 (KV-1 C) que estava molt cuirassat però al qual no es va dotar d'un millor motor per compensar l'augment de pes. Els tanquistes van fer notar que encara que estaven ben protegits, la seva mobilitat era pobra i no guanyaven en potència de foc sobre el tanc mitjà T-34.
En resposta es va desenvolupar el KV-1S més lleuger, amb una cuirassa més prima i una torreta menys alta amb la intenció de guanyar més velocitat. De tota manera, l'aprimament de l'armadura porto a preguntar-se perquè produir aquest model quan el T-34 podia fer el mateix que el KV d'una forma més barata. A mitjan 1943 el programa de tancs pesats soviètic estava a punt de cancel·lar-se.
L'aparició del Panther alemany a l'estiu boreal de 1943 va convèncer a l'Exèrcit Roig de la necessitat d'actualitzar les seves forces cuirassades per primera vegada des de 1941. Els soviètics necessitaven majors tancs per contrarestar el creixent nombre de Panthers i Tigers alemanys.
Una actualització menor de la sèrie KV va ser el KV-85. basat en el KV-1 S amb una nova torreta dissenyada per al KV-13 i que muntava el canó de 85 mm D-5 T usat en el SU-85 i en les primeres versions del T-34-85. la gran demanda del canó de 85 mm va alentir la producció i només es van produir 130 unitats durant la tardor-hivern de 1943-44 abans que el disseny fos reemplaçat.

## Successor
Un nou carro de combat pesat va entrar en producció a finals de 1943 basat en el KV-13. a causa que Kliment Voroshilov va caure en desgràcia, la nova sèrie de carros pesats va ser anomenada Ióssif Stalin. El disseny KV-13 prototip IS-85, va ser acceptat per a la seva producció com IS-I. Després de provar-ho amb canons de 100 mm i 122 mm, es va adoptar el de 122 mm com a armament principal, en haver demostrat la seva capacitat de penetrar l'armadura del Panther alemany. El canó de 122 mm tènia una abast superior i hi havia un excedent de producció en les fàbriques soviètiques per al canó i la munició. L'IS-122 va reemplaçar a l'IS-85 i va començar la seva producció en massa com IS-II.
Diversos carros KV van continuar en servei fins al final de la guerra cada vegada en menor nombre en anar desgastant-se o ser destruïts per l'enemic. El Regiment de Tancs Pesats de la Guàrdia núm. 260 que operava al front de Leningrad estava equipat amb cert nombre de KV-1 S fins i tot que en a l'estiu boreal de 1944 va ser equipat amb carros IS-2. Un regiment de KV va estar en servei en Manxúria en 1945 i uns pocs KV-85 S van ser usats en Crimea a l'estiu boreal de 1944. L'exèrcit finès va capturar dos carros KV, un model de 1940 i un altre model de 1941 que van posar el seu servei i que van sobreviure a la guerra amb unes quantes modificacions. L'exèrcit alemany ús un KV-2 capturat contra les forces americanes en l'àrea del Ruhr el 1945.

## Models
Els soviètics no van catalogar els models del KV-1 durant la guerra, i per això designacions com ara model 1939 van ser introduïdes posteriorment per publicacions militars. De tota manera aquestes designacions no són estrictes i se circumscriuen a modificacions importants. Designacions del tipus KV-1 A van ser introduïdes pels alemanys durant la guerra.
- KV-1

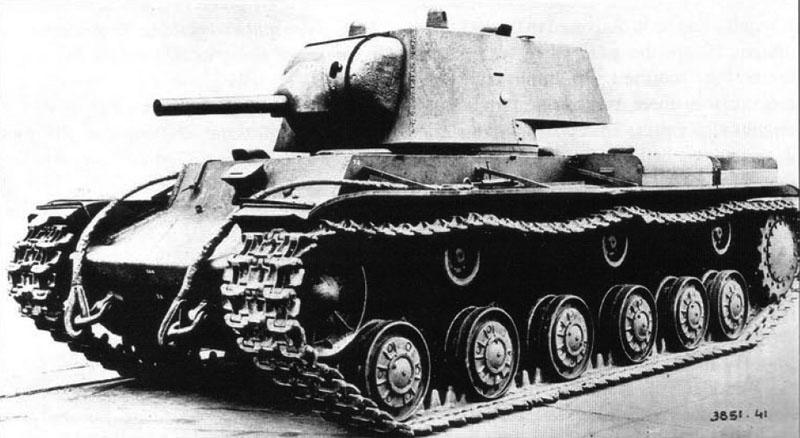
KV-1 model 1939

  - Model 1939 KV-1 model 1939 - Van ser els primers models a produir-se. Eren propensos a avariar-se però van demostrar ser molt resistents a les armes antitancs durant la Guerra d'Hivern. Estaven armats amb el canó de 76 mm L-11. Es van construir 141 unitats.
  - Model 1940 (KV-1 A segons la denominació alemanya) - equipat amb el canó de 76 mm F-32. Era la principal producció soviètica en carros de combat pesats en el moment de la invasió alemanya.
  - Model 1940 Ekranami (amb pantalles) o KV1-E - equipat amb el canó F-32 i protecció addicional.
  - Model 1941 (KV-1B) - La grossor de la cuirassa va augmentar de 25 a 35 mm a la torreta, buc i laterals. La torreta passa fabricar-se a partir d'un motlle. Aquest model va ser armat amb el canó F-34 i posteriorment amb el ZiS-5 de 76.2 mm
  - Model 1942 (KV-1 C) - Amb torreta més prima feta a partir d'un motlle o més gruixuda però soldada. Equipat amb un motor millorat i armat amb el canó ZiS-5.
  - KV-1 S - Una variació del model 1942 amb major velocitat i una armadura més lleugera. La torreta es va fer més petita i la part posterior del buc va ser redissenyada. Es van construir 1370 unitats.
- KV85 - El model KV-1 S amb el canó de 85 mm D-5 T a la torreta d'un IS-1. Es van fabricar 130 unitats d'aquest model en Setembre-Octubre de 1943 abans que la sèrie IS entrés en producció.
- KV-13 - Designació per al prototip resultant d'un complet redisseny de la sèrie KV, i que va donar com a resultat la sèrie de carros IS-2.

### Taula dels models
|                                                                                                 | T-35               | T-100        | SMK          | KV-1 M1940         | KV-1 M1941   | KV-1 M1942    | KV-1S M1942   | KV-85 M1943 | IS-2 M1945   | IS-3 M1945    |
| ----------------------------------------------------------------------------------------------- | ------------------ | ------------ | ------------ | ------------------ | ------------ | ------------- | ------------- | ----------- | ------------ | ------------- |
| Tripulació                                                                                      | 11                 | 7            | 7            | 5                  | 5            | 5             | 5             | 4           | 4            | 4             |
| Pes                                                                                             | 45 t               | 58 t         | 55 t         | 43 t               | 45 t         | 47 t          | 42.5 t        | 46          | 46 t         | 46.5 t        |
| Canó                                                                                            | 76.2 mm M. 27/32   | 76.2 mm L-11 | 76.2 mm L-11 | 76.2 mm F-32       | 76.2 mm F-34 | 76.2 mm ZiS-5 | 76.2 mm ZiS-5 | 85 mm D-5T  | 122 mm D-25T | 122 mm D-25T  |
| Munició                                                                                         | 100 trets          | –            | –            | 111                | 111          | 114           | 114           | 70          | 28           | 28            |
| Armament Secundari                                                                              | 2×45 mm, 5×7.62 mm | 45 mm        | 45 mm        | 2×DT               | 4×DT         | 4×DT          | 4×DT          | 3×DT        | 2×DT, DShK   | 2×DT, DShK    |
| Motor                                                                                           | 500 hp M-17M gas   | 500 hp       | 850 hp AM-34 | 600 hp V-2K dièsel | 600 hp V-2   | 600 hp V-2    | 600 hp V-2    | 600 hp V-2  | 600 hp V-2   | 600 hp V-2-IS |
| Combustible                                                                                     | 910 L              | –            | –            | 600 L              | 600 L        | 600 L         | 975 L         | 975 L       | 820 L        | 520 + 270 L   |
| Velocitat                                                                                       | 30 km/h            | 35 km/h      | 36 km/h      | 35 km/h            | 35 km/h      | 28 km/h       | 45 km/h       | 40 km/h     | 37 km/h      | 37 km/h       |
| Autonomia                                                                                       | 150 km             | –            | 150 km       | 335 km             | 335 km       | 250 km        | 250 km        | 250 km      | 240 km       | 150 (225) km  |
| Blindatge                                                                                       | 11–30 mm           | 20–70 mm     | 20–60 mm     | 25–75 mm           | 30–90 mm     | 20–130 mm     | 30–82 mm      | 30–160 mm   | 30–160 mm    | 20–220 mm     |
| Referències: Zaloga & Grandsen (1984:119, 176), onwar.com Arxivat 2014-08-11 a Wayback Machine. |                    |              |              |                    |              |               |               |             |              |               |

### Variants

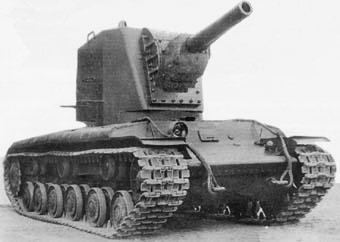
El KV-2 amb el seu obús de 152-mm

- KV-2 - Tanc pesat d'assalt armat amb l'obús de 152 mm M-10, el KV-2 va ser produït alhora que el KV-1. A causa de la mida i pes de la torreta i el seu canó|gorja, el KV-2 era un vehicle lent i el seu perfil era molt més alt que el del KV-1 fent-ho més vulnerable. El pes extra va fer augmentar la taxa d'avaries i la seva producció es va detenir molt aviat. El KV-2 original es va construir sobre el xassís del KV-1 mentre que el KV-KV-2B millorat es va construir sobre el xassís del KV-1 M1940.
- KV-8 - Un KV-1 equipat amb un llançaflames a la torreta al costat de la metralladora. Per poder deixar espai al llançaflames el canó principal es va reduir a un de 45 mm però amb l'aparença d'un estàndard de 76 mm
- KV-8S - Un KV-1 S amb la metralladora reemplaçada per un llançaflames i el canó principal reduït a un de 45 mm
- KV-14 - Denominació per a un prototip d'un canó autopropulsat de 152 mm, acceptat per al servei com SU-152.